# Brione sopra Minusio
Brione sopra Minusio es una comuna suiza del cantón del Tesino, situada en el distrito de Locarno, círculo de Navegna. Limita al norte con la comuna de Mergoscia, al este con Tenero-Contra, al sur con Minusio, al suroeste con Orselina, y al noroeste con Avegno-Gordevio.